# Les Gallardes (Sant Martí de Tous)
Les Gallardes és un edifici de Sant Martí de Tous (Anoia) protegit com a bé cultural d'interès local.

## Descripció
És un conjunt arquitectònic que està format per més d'una estructura; la més antiga, del segle X-XI, és de planta quadrada i volum cúbic i fou un habitatge fortificat del qual, exteriorment, es poden apreciar línies d'espitlleres. A l'interior conserva arcades de pedra de mig punt com a l'entrada adovellada. Les parets exteriors són construïdes amb carreus de pedra ben treballada.

## Història
És dels segles X-XI. Era una casa fortificada. L'any 1817 va haver-hi reformes i es va afegir un balcó que va tapar la part superior de la porta adovellada de mig punt.